# 외포항
외포항(外浦港)은 경상남도 거제시 장목면 외포리에 있는 어항이다. 1971년 12월 21일 국가어항으로 지정되었다. 관리청은 해양수산부 동해어업관리단, 시설관리자는 거제시장이다.

## 연혁
- 외포항이 위치한 거제시 장목면은 고려 현종 때 장목만이 깊숙히 들어와 대문 같다고 하여 장문포라 하였는데 성종 때 장목포진을 두었으므로 장목면이라 개칭되었다.
- 외포항은 1985년 기본시설을 완공하고, 1993년 정비계획을 수립하였다.[1]

## 주요 어종
외포항은 우리나라 최대 대구산지로 알려진 곳이다. 입과 머리가 커서 대구어 또는 대두어라 불리는 대구는 회유성 어종으로 11월 중순부터 2월까지 외포항과 가까운 진해만 일대에서 주로 잡힌다.

## 어항구역
본 항의 어항구역은 다음과 같다.
- 수역: 망월산 표고 226.3m 정상으로부터 정남으로 향한 해안 돌출부에서 정남 200m 점(해상), 이점에서 정서측 500m 점(해상), 이점에서 정북으로 육지와 연결하는 선을 따라 형성된 공유수면[3]
- 육역: 경상남도 거제시 장목면 외포리 1216-2 외 19필지(상세내역은 생략)[4]

## 관련 축제

외포항 인근에서 대구를 걸어놓고 말리고 있다.

- 2005년 12월 17일부터 겨울철 대구산지로 유명한 경남 거제시 장목면 외포항 일대에서 제1회 대구축제를 개최하였다. 거제시는 2005년 1월 시어(市魚)를 대구로 지정한 바 있다.[5]